# Amphitrite
Amphitrite — рід грибів родини Halosphaeriaceae. Назва вперше опублікована 2016 року.

## Класифікація
До роду Amphitrite відносять 1 вид:
- Amphitrite annulata